# Michael Bransfield
Michael Joseph Bransfield (ur. 8 września 1943 w Filadelfii, Pensylwania) – amerykański duchowny katolicki, biskup Wheeling-Charleston w metropolii Baltimore w latach 2005–2018.

## Życiorys
Ukończył seminarium św. Karola Boromeusza w Wynnewood. Święcenia kapłańskie otrzymał 15 maja 1971 z rąk kardynała Johna Króla. W 1973 ukończył Katolicki Uniwersytet Ameryki w Waszyngtonie. Od 1986 był rektorem Narodowego Sanktuarium Niepokalanego Poczęcia w mieście stołecznym. W tym samym roku podniesiony do rangi prałata honorowego Jego Świątobliwości.
9 grudnia 2004 mianowany biskupem Wheeling-Charleston w Zachodniej Wirginii. Sakry udzielił mu kardynał William Keeler. Jest członkiem Rycerzy Kolumba i Zakonu Rycerskiego Grobu Bożego w Jerozolimie.
13 września 2018 papież przyjął jego rezygnację z pełnionego urzędu.